# Mordovià
|  | Aquest article tracta sobre el poble. Si cerqueu les llengües parlades per aquest, vegeu «llengües mordovianes». |

Els mordovians són un poble que parla llengües ugrofineses i que viu principalment a la república de Mordòvia, però també a Tatarstan, óblast d'Uliànovsk, óblast de Samara, óblast d'Orenburg, óblast de Penza, així com a l'Àsia central, Armènia i Sibèria.
Els mordovians consisteixen en dos grups principals: erzya que parlen l'erzya, i moksha que parlen el moksha. Ambdós prefereixen anomenar-se erza i moksha respectivament, habitualment no es reconeixen amb el terme «mordovià», i es consideren pobles diferents. En el període d'entreguerres, les dues llengües literàries (erzya i moksha) eren força desenvolupades comparades amb els seus inicis del segle xix, i encara avui dia es fan servir.
El grup ètnic mordovià Qaratay viu al districte de Kama Tamağı a Tatarstan, i estan assimilats al tàtar, però amb una gran proporció de vocabulari mordovià (substrat). Un altre grup mordovià (teryukhan), viu a l'óblast de Nijni Nóvgorod de Rússia i fou assimilat al rus en el segle xix. El teryukhans es reconeixen com a part del poble mordovià, mentre que els qaratay també s'anomenen muksha.
Molts mordovians anomenen al grup occidental dels erzyans com a shoksha o shoksho. Per alguna raó, aquest nom rarament apareix en la literatura.

## Demografia
Segons el darrer cens soviètic del 1989 hi havia 1.154.000 mordovians a l'antiga URSS, concentrats a la Federació Russa, on eren 1.072.900, i dels quals el 78% parlaven la llengua materna. D'aquests, només 313.000 vivien a Mordòvia, 116.500 a l'óblast de Samara, 86.400 a l'óblast de Penza, 69.000 a l'óblast d'Orenburg, 61.000 a l'óblast d'Uliànovsk, 36.700 a l'óblast de Nijni Nóvgorod i 31.000 a Moscou.

## Història
En al segle VI foren visitats pels romans d'Orient, i apareixeran com els mordeni (de l'udmurt murt o mort "home") de l'historiador gòtic Jordanes, qui els situà entre l'Oka i el Volga mitjà. L'estudi dels antics assentaments i enterraments els fa descendents dels pobles de Gorodetsk. Evidències d'aquests lligams es troben a la vestimenta, les edificacions, tècniques cistelleres i terrissaires, i ornaments. Es dividien en clans de caràcter patriarcal, sistema de govern que va sobreviure fins a gairebé el segle xix.

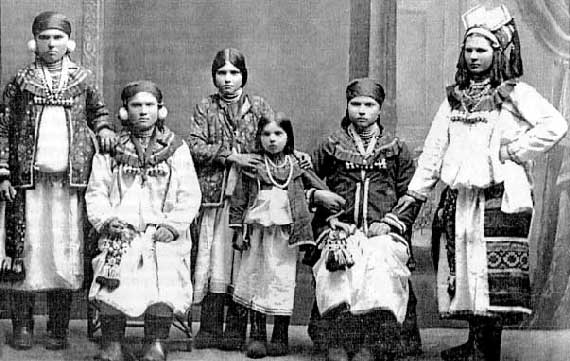
Moksha de Zubu, s. XIX.

D'aquesta època resten els assentaments d'Osh-Pando, a la vall del Sura, i a les necròpolis de Shoksha i Kelginsk (Zarubkino) en forma de camps, datats del segle ix-XI. Abm nombrosos objectes de bronze. Les cases dels pagesos (de dues a tres seccions) són similars a les russes, formant granges. Destacaven llurs chastuishki (cançons èpiques), de caràcter musical tocades amb un karze (violí) i una flauta de canya (nudi, niudi o nudei).
Cap al segle VII s'aliaren amb els khàzars i ocuparen també el territori del Belaja. Durant el segle X l'emperador romà d'Orient Constantí VII Porfirogènit anomenà el País dels Mordiu. Entre els segles IX i XI les comunitats territorials s'anomenaven vele i mar, que són similars als antics russos verv i mir. Tenien fama de ser molt bel·licosos, de no agafar mai presoners i d'adornar-se amb les calaveres dels enemics morts. Ja aleshores provenen les diferències entre els erzya (de «eritsia, eriaza, erjams» "habitant" o "vida") i els moksha.
Apareixen a les cròniques musulmanes com a burdas, burtas o furtas, veïns dels khàzars o búlgars, instal·lats vora el riu Itil (Volga). Yakut a l'Istakhri els confon amb els búlgars, però Ibn Rusta i al Bakri afirmen que tenen la mateixa religió que els ghuzz (turcs), que una part incinerava els morts i l'altra els enterrava. Els consideren de civilització força diferent a llurs veïns. No tenen una veritable autoritat central que els governi; l'autoritat i la direcció dels afers recau sobre els ancians de cada tribu. Pel món musulmà, les úniques relacions comercials d'importància que hi mantenien eren el tràfic de pells (fira'). Aleshores els situaven, principalment als moksha (els moksel de William de Rubruk) a l'alta conca dels rius Khoper i Medveditza, al marge dret del Volga. D'altres, però, els situaven a les estepes del Caucas Nord, sovint confonent-los amb els txuvaixos, finesos turquitzats. Les cròniqus russes del segle xiii, però, els mostren com a vassalls de la Kyzyl Orda (Horda d'Or).
Alhora, en el segle xiii, molts assentaments mordovians foren ocupats pels principats de Riazan i Nijni Novgorod, cos que els farà caure cada cop més en l'òrbita russa (ocuparen el riu Oka el 1389). El Kanat de Kazan intentà d'islamitzar-los inútilment, i el viatger italià del segle xii Giovanni da Pian de Carpini es referia a ells com a morduans infidels, ja que majoritàriament eren pagans. Tot i així, el 1444 ajudaren als russos contra els turcs.
Del segle xvi hi ha nombrosos cants èpics dedicats al rei Tushtyan, aliat del tsar Ivan IV de Rússia, i el 1536 fundaren la ciutat de Temnikova al seu territori. Van fer de sapadors en la presa de Kazan el 1552, i en aquest ofici, com en el de tallar la fusta, adquiriren una gran reputació. Però després de la caiguda de Kazan, a poc a poc, entraren dins l'òrbita política de l'estat rus.
Malgrat tot, els russos construïren línies defensives en territori mordovià (Temnikov-Alatyr i Insar-Xixkejev-Saransk) en els segles xvi i xvii per defensar el territori dels atacs de les tribus nòmades. Una d'aquestes fortaleses, Saransk, construïda el 1641, serà el centre comercial i artesanal. Tanmateix, el territori mordovià fou considerat com a fronterer i de bandits. També col·laboraren en croades contra els musulmans tàtars i baixkirs, però això no va assegurar la puresa de llur cristianisme.
Durant els atacs suecs i polonesos a Rússia a començaments del segle xvii, endemés, els mordovians formaren milícies dirigides per Minin i Pozharskij. El govern tsarista distribuí terres mordovianes entre els propietaris feudals, com Morozov i Golitsin, que explotaren als pagesos mordovians en llurs votchines (propietats patromonials) i en empreses industrials (plantes de potassa, explotacions forestals).
L'enserfament dels pagesos, l'apropiació de llurs millors terres pels senyors feudals seglars i eclesiàstics, les taxes pesants i la colonització forçada, van provocar un èxode massiu mordovià de llurs terres originàries cap als territoris entre el Suga i els Volga, Urals i Sibèria.
Els mordovians van prendre part activa en la revolta pagesa d'I. I. Bolotnikov, dirigits del 1606 al 1609 per Vorkodin i Moskov, i més tard en la de Stenka Razin el 1670, dirigits per Alena Temnikovskaja i Murza Akaika Balaiev. Com a conseqüència, es construïren les fortaleses de Simbirsk (1648) i Penza (1680), i el 1708 foren incorporats al govern de Simbirsk. Aquesta revolta suposà l'extermini d'una desena part dels mordovians i que dues terceres parts abandonessin llur territori tradicional fugint de les conversions forçades. El 1611 formaren part de les lleves contra els invasors polonesos, dirigits per K. Minina i D. Pozharskogo; més tard fundaren viles al seu territori com Krasnoslobodsk (1627), Saransk (1637), Insar (1647) i Ardatov (1779).
Durant el segle xviii l'enserfament dels pagesos mordovians es va intensificar. Masses de camperols foren obligades a treballar en empreses de nobles i del govern, en mines de sal i plantacions forestals; endemés, des del 1722 els obligaren a servir en l'exèrcit rus i des del 1740 patiren un procés ded cristianització massiva i forçada. Com a resultat, en la primera meitat del segle xviii es produïren nombrosos aixecaments entre els serfs i el poble, obligats a pagar el yasak. Nesmesyan Krivov i Shatreika Plakidin s'alçaren el 1743-1745, i poc més tard, al volost de Teivkhan (Nizhni Novgorod), dirigits pel líder erza Nesmesyan Vasiliev, qui finalment fou cremat en la foguera. Quan es produí la revolta de Pugatxov (a Saransk el 27 de juliol del 1773), tot el país es va veure embolicat en el moviment camperol. Molts insurgents foren actius al país (S. Martynov, treballador de la foneria Insar, el pagès Evstifejev i el serf I. Ivanov). Tanmateix, cresqueren les relacions econòmiques amb Moscou, Saratov, Nizhni Novgorod i altres ciutats russes i el 1804 es produí l'última revolta mordoviana contra els russos. Quan la Guerra de Napoleó Bonapart del 1812, es formaren regiments populars a Insar i Saransk dirigits per F. F. Ushakovym.

Bandera dels erzya

Durant la primera meitat del segle xix, quan els senyors s'apropiaren de més i més terres pageses, cosa que provocà aixecaments pagesos a les viles d'Iada, Stàroie Dràkino i Nóvoie Dràkino el 1833, a Kotxelàievo el 1849, a les ferreries Sivinsk el 1820-1830 i a les d'Avgorsk el 1858-1861.
Amb la reforma agrària del 1861, els terratinents reparteiren el 23% de les millors terres entre els pagesos mordovians, cadascuna d'elles registrada en el revizskaja Rushka (Cens de població) amb 2,6 desiatines (2,8 hectàrees). Va compel·lir-los a fer redempció perpagaments que excedien llur capacitat de producció. La societat es va estratificar, i els terres es mantingueren en mans dels russos, com el comerç en mans dels tàtars. A començaments del segle xx, el 28% de les terres pertanyein al govern i als terratinents, un 3% a l'església i els monestirs, i el 13% a la burgesia urbana. Més de 100.000 pagesos mordovians que tenien poques terres foren reassentats als Urals, Sibèria i Asia Central.
La immigració estacional ajudà a millorar la font d'ingressos dels pagesos. La construcció del ferrocarril Moscou-Kazan el 1890-1900 va estretir les relacions de Mordòvia amb els regions industrials de Rússia, i promogueren la indústria local (ramaderia, ferratges i agropecuària). Nogensmenys, a començaments del segle XX nomé hi havia 50 petites empreses industrials amb un total de 2.500 treballadors.
El 1897 hia havia 1.024.000 mordovians a Simbirsk, Saratov, Nijni Nóvgorod, Tambov, Penza i Samara, però molts d'ells russificats. Endemés, erzia i moksha es consideraven pobles diferents i no es barrejaven, cosa que els feia més vulnerables a russos i tàtars.
Durant la primera meitat del segle xix s'obriren al país les primeres escoles. Líders progressistes com el pedagog Ilià Uliànov (pare de Lenin) a Simbirsk el 1855-1886, i V. Khokhriakov i tingueren un paper força important. Gràcies a això, s'hi desenvoluparen els ideals dels naródniki (populistes), i a començaments del segle XX es formaren a Saransk, a l'assentament de Ruzàievka, i a les viles de Kulikovka i Zíkovo, cercles revolucionaris. El 1895 l'etnògraf rus Smírnov va compondre un estudi sobre els mordovians, on anuncia les diferències entre els moksha i ezra, no sols en fonètica sinó també en lèxic.
Durant l'alçament revolucionari del 1905-1907, del 10 de desembre al 21 de desembre del 1905, un grup de treballadors de la terminal ferroviària de Ruzàievka s'alçaren i crearen la república de Ruzàievka. Els insurgents destruïren 200 propietats de terratinents.

## Llista de notables mordovians
- Patriarca Nicó, patriarca de Rússia

## Llista de diaris mordovians
- Chilisema (per a infants)
- Erzyan pravda (diari)
- Moksha (literatura, cultura)
- Mokshen pravda (noticiari)
- Syatko (literatura, cultura)
- Yakster Tyashtenya (per a infants)